# ريبا تياتينا
ريبا تياتينا (بالإيطالية: Ripa Teatina)‏ هي بلدية في مقاطعة كييتي في إقليم أبروتسو الإيطالي.

## السكان
في سنة 1861 بلغ عدد السكان 2٬573 نسمة، وتطور العدد ليصل في سنة 2011 لـ 4٬188 نسمة.
يظهر هذا المخطط البياني تطور النمو السكاني لـ ريبا تياتينا

## توأمة
لريبا تياتينا اتفاقيات توأمة مع كل من:
- ريبيراو بريتو
- بروكتون
- سيكوالس
- San Bartolomeo in Galdo [الإنجليزية]‏